# Maria Droste (Bogenschützin)
Maria Droste (* 4. Oktober 1957) ist eine deutsche Bogenschützin im Behindertensport.

## Sportliche Erfolge
Zu ihren größten Erfolgen zählen der 1. Platz bei der Europameisterschaft 1995, jeweils der 2. Platz bei den Europameisterschaften 1991, 1993 und 2002 sowie der 7. Platz bei der Weltmeisterschaft 2007.
Droste nahm an den Sommer-Paralympics 2008 in Peking teil, aufgrund ihrer Querschnittlähmung in der Startklasse W2. Ihr Trainer ist Rainer Schemeit, ihr Verein BRSG Aschaffenburg.